# 渡邉文男
渡邉 文男（わたなべ ふみお、1959年 - ）は、総合探偵社ガルエージェンシー創業者、探偵。情報サイト「探偵ファイル」管理者。福岡県田川市出身。生年月日は業務上不詳としている。通称はBOZZ。

## 略歴
20代前半のときにホステスと交際をはじめたが、とある大物政治家とも交際していたため恫喝され土に埋められた。この後、何とか許しをもらい、選挙運動を手伝うようになる。このとき運動員の監視を主に任され、金銭の動きの調査、暴力団関係者と交流がないかの調査など、探偵業に近い業務を経験した。
ここから探偵業はニッチで面白い職業だと気付き、当時は「探偵業の業務の適正化に関する法律（以下、探偵業法）」制定以前で“興信所の半分はグレーな業界”と言われていたことから、業務システムを広報し、明朗会計にすればホワイトな仕事として成り立つと考え、26歳で探偵業をはじめ、36歳でガルエージェンシーを設立した。徳間書店の完全探偵マニュアルが40万部のベストセラー、他著書多数。

## 出演
- 偉大なる創業バカ一代（2018年2月10日、AbemaTV）[1]

## メディア・ミックス

### テレビドラマ
テレビ東京・BSジャパン系
- 女と愛とミステリー パートタイム探偵（主演：松坂慶子）
  - 第1話（2002年12月11日、原作：第2の警察）
  - 第2話（2004年2月25日、原作：第2の警察）